# Yelizaveta Korniyenko
Yelizaveta Korniyenko –en ruso, Елизавета Корниенко– (27 de junio de 1996) es una deportista rusa que compite en remo. Ganó una medalla de bronce en el Campeonato Europeo de Remo de 2021, en la prueba de ocho con timonel.

## Palmarés internacional
| Campeonato Europeo | Campeonato Europeo | Campeonato Europeo | Campeonato Europeo |
| Año                | Lugar              | Medalla            | Prueba             |
| ------------------ | ------------------ | ------------------ | ------------------ |
| 2021               | Varese (Italia)    | Medalla de bronce  | Ocho con timonel   |